# Ozieri
Ozieri est une commune italienne de la province de Sassari dans la région Sardaigne en Italie.

## Administration
| Période                                  | Période | Identité | Étiquette | Qualité |
| ---------------------------------------- | ------- | -------- | --------- | ------- |
|                                          |         |          |           |         |
| Les données manquantes sont à compléter. |         |          |           |         |

### Hameaux
Chilivani, San Nicola

### Communes limitrophes
Ardara, Chiaramonti, Erula, Ittireddu, Mores, Nughedu San Nicolò, Oschiri, Pattada, Tula

## Histoire

### Préhistoire
Cette culture date de la période qui englobe le Néolithique tardif et l'Énéolithique ancien (4000-3200 av. J.-C.). Elle tire son nom de la ville d’Ozieri où se trouve la grotte de San Michele.  Les premières fouilles archéologiques sont réalisées par l'archéologue Antonio Taramelli en 1914. L’archéologue trouve du matériel céramique de belle facture, ce qui a contribué à définir cette période comme la culture d’Ozieri. Elle est répandue dans toute l'île et caractérisée par des céramiques richement décorées. C’est dans cette grotte de San Michele, profonde de 80 mètres, que les archéologues découvrent un pyxide, boîte à couvercle, décoré de protomés de taureau en relief dans la partie supérieure, de protomés de taureau et de bélier dans la partie inférieure ainsi qu’un motif en étoile sculpté sur le fond. Au fil des fouilles, une statuette de la Déesse Mère qualifiant cette culture d’Ozieri est découverte dans la grotte.
Plus généralement, les domus de janas, tombes souterraines dont le nom, en sarde, signifie « Maison des Fées », sont attribués à cette culture. Elles reproduisent la forme d’une maison, demeure terrestre de la personne, conformément à la croyance que la vie ici-bas se continue dans l'au-delà. Dans plusieurs domus de janas, les chambres sont peintes en ocre rouge, symbole du sang et de la régénération, et décorées de symboles tels que des protomés de taureaux, parfois très stylisés. Ces tombes souterraines sont répandues sur toute l'île ; on en compte 150 dans la seule région d'Ozieri. 
Suivant le Néolitique vient l'Énéolithique, connue sous le nom d'Âge du Cuivre ou Âge des premiers métaux, qui s'étend entre 3200 avant J.-C. et 2000 avant J.-C. Concernant la Sardaigne, elles sont divisées en phases Sub-Ozieri ou Ozieri II, Filigosa et Abealzu, Monte Claro et Campaniforme. Cette civilisation se poursuit de façon ininterrompue dans l'Âge du Bronze Ancien, attestée par exemple par un bol avec une quille de la phase énéolithique Sub Ozieri. La culture de Bonnanaro ultérieure, datée de l'Âge du Bronze Ancien, est aussi attestée par un vase tripode provenant de la grotte San Michele, prouvant l’occupation de la grotte pendant plusieurs millénaires.

### Civilisation nuragique
Dans la région d'Ozieri, les vestiges de la civilisation nuragique qui commence vers 1700 avant J.-C. sont très nombreux, caractérisée par les nuraghes dont elle tient le nom, les puits sacrés et les tombeaux des géants. Le territoire de la commune d'Ozieri compte 123 nuraghes, dont les plus importants sont le nuraghe Bùrghidu, le nuraghe Sa Mandra e sa Jua et le nuraghe Mannu di Bisarcio. Au cours de cette protohistoire sarde, les habitants se sont sédentarisés et vivent de leurs productions agricoles. L’aspect le plus original de cette période, est l’intensification des relations entre la population de l'île et les grandes civilisations égéennes (Crète, Mycènes, Chypre) et celles du Proche-Orient, en particulier les Phéniciens.  
Outre les tours appelées nuraghe, il existe de nombreuses preuves que le territoire d’Ozieri comptait de grands villages, comme celui de Cordianu, ainsi que de nombreuses sources, puits et tombes de géants.
Conservé au Musée archéologique civique d'Ozieri, le plus gros lingot est en cuivre pur et pèse environ 28 kilogrammes. Il s'agit d'un lingot dit « peau de bœuf », nom dérivé de sa forme. D'origine égéenne-chypriote, il a été retrouvé, selon des sources orales, avec un second spécimen, dans les fondations du Nuraghe Tedde détruit, près de l'église Sant'Antioco di Bisarcio située à 15 km d’Ozieri. C'est l'un des rares exemplaires intacts retrouvés en Sardaigne.
Le trésor de Chilivani, composé d’armes et d’outils de bronze, découvert à Baldosa en 1921, dans une jarre en terre cuite, est considéré comme l'une des découvertes les plus importantes de la période nuragique. Il comprenait à l'origine 86 pièces. L'ensemble de la cachette est constituée de haches à double tranchant à tranchants parallèles et orthogonaux, de coins, de fers de lance et de haches à tranchant relevé. Quelques pièces sont exposées à Ozieri, les autres à Cagliari et à Sassari, principalement des haches à tranchant relevé, acquises par Taramelli au moment de la découverte. 
Le territoire autour d’Ozieri a fourni des vestiges de vases votifs et de figures en bronze, comme le « boxeur », ainsi que de nombreuses fibules, bracelets et autres objets ornementaux.
Le pont sur le Rio Mannu, connu en sarde sous le nom de Pont'ezzu, prendra une importance capitale pendant la période romaine qui suivra.

### Époque punique et époque romaine
Tandis que la stèle de Nora datée entre le IXe et le VIIe siècle av. J.-C. confirme le commerce avec la Phénicie dans l’Orient méditerranéen, aucun vestige archéologique n'a été découvert à ce jour attestant de l'occupation permanente de cette région par les Phéniciens. En revanche, les traces de civilisation punique sont plus cohérentes. Les Puniques, connus sous le nom de Carthaginois ont des origines sémitiques. Ils ont migré au cours de l’âge du fer, réalisant des établissements portuaires dans toute la Méditerranée orientale dont le sud de la Sardaigne. Les découvertes sporadiques de poteries décorées de bandes rouges parallèles à Lentizzu, Fraigas, Sa Costa, Monzu, Sa Mandra et Sa Giua attestent de ce commerce maritime avec le Proche-Orient. 
Une stèle « miroir » de l'époque romaine, de tradition romano-punique, provient de Sa Costa. La pierre funéraire de Ferenzio, découverte en 1957 dans la localité de Cuzi, sur la rive gauche du Rio Mannu, et datant des IIIe-IVe siècles apr. J.-C., présente un intérêt particulier. Il porte l'inscription : Ferentius/Miloni f(lius) vixit ann(is) XLV h(ic) s(itus) e(st)/f(aciendum) c(uravit) filius. Cette inscription a été commandée par son fils en l'honneur de Ferentius, fils de Milon, décédé à l'âge de 45 ans. 
Sur le territoire d'Ozieri, les établissements de l’époque romaine sont situés à proximité de structures nuragiques telles que Sa Mandra et Sa Jua, tandis que d'autres étaient répartis dans d'autres zones du territoire, comme dans les localités de Vigne-Suèlzu, Riu Terchis, Baldosa, Cuzi-Badu sa Feminedda, Ruìnas, etc. 
D’importantes traces de zones funéraires de l'époque romaine sont visibles à Bisarcio et à Suèlzu : de nombreuses figurines votives en terre cuite y ont été exhumées. À Ruìnas, en 1959, près de structures considérées comme résidentielles, les fouilles ont endommagé une série de tombes, révélant du mobilier funéraire et une inscription funéraire aujourd'hui disparue.
Il n'a survécu aucun vestige architectural encore debout de lieux publics de culte romain, tel des temples, mais de nombreux objets témoignent de la religiosité des habitants de la région à cette époque. Le plus remarquable est le buste en argile de Sarda Ceres, découvert à Ozieri près des jardins « Su Cantaru ». Il représente la déesse Cérès (fin du Ie-IIe siècle apr. J.-C.), protectrice des récoltes et de toutes les activités agricoles, ce qui semble confirmer la vocation céréalière de la plaine d'Ozieri.
Deux bornes milliaires ont été découvertes dans la région d'Ozieri, le long de la voie romaine reliant Cagliari à Olbia. La première, découverte à la fin du XIXe siècle et aujourd'hui disparue, provenait de la localité de San Luca, il ne reste que le texte de l'inscription. La seconde, retrouvée mutilée en 1981 dans la localité de Badu sa Feminedda, indique, dans la partie subsistante de l'inscription, la reconnaissance du pouvoir de l'empereur par le gouverneur de l'île. Ni le nom de l'empereur ni le nombre de milles n'y figurent. 
A l’époque romaine, déjà trois ponts sur le Rio Mannu déservaient la région d’Ozieri : Iscia Ulumu, qui suit le tracé de la route le long du fleuve, Badu sa Femina Manna et Pont'Ezzu. Ce dernier, le mieux conservé, occupe un emplacement stratégique pour les communications et les transports. Le Ponte Ezzu est un pont à six arches, desservant les villes environnantes et permettant la circulation entre le nord et le centre de l'île.
La ville prit le nom d'Othieri (probablement d'origine proto-sarde), d'où son nom actuel.